# Dizionario internazionale della psicoanalisi
Il Dizionario internazionale della psiconalisi (in inglese International Dictionary of Psychoanalysis e in francese Dictionnaire international de la psychanalyse) è attualmente uno dei testi di riferimento più completi sulla psicoanalisi. Si tratta di un dizionario che raccoglie "concetti, nozioni, biografie, opere, eventi, istituzioni" che riguardano la psicoanalisi. L'edizione originale è stata condotta dallo psicoanalista francese Alain de Mijolla, insieme a Sophie de Mijolla-Mellor, Roger Perron e Bernard Golse e pubblicata per la prima volta nel 2002 da Calmann-Lévy a Parigi (la 2ª  nel 2005 e la 3ª edizione nel 2013, pubblicata da Hachette Littérature).
I tre volumi del dizionario contengono articoli dettagliati su termini e persone, sulle organizzazioni psicoanalitiche e sulla storia della psicoanalisi nei diversi paesi.

## Edizioni

### In francese
- 2002 : Dictionnaire international de la psychanalyse, 2 vol. (1.A/L et 2. M/Z), Parigi, Calmann-Lévy.
- 2005 : Dictionnaire international de la psychanalyse, 2 vol. (1.A/L et 2. M/Z), Paris, Hachette-Littérature.
- 2013 : Dictionnaire international de la psychanalyse, 2 vol. (1.A/L et 2. M/Z), Paris, Hachette-Littérature.

### In inglese
- International Dictionary of Psychoanalysis, Alain de Mijolla, 3 vol., Detroit, Thomson/Gale, 2005 (MacMillan Reference Books).

## Opere simili
Tra le altre opere di consultazione sulla psicoanalisi si possono citare anche The Edinburgh international encyclopaedia of psychoanalysis, il Dictionnaire de la psychanalyse di Élisabeth Roudinesco e il Dizionario di psicanalisi di R. Chemama e B. Vandermersch.
Da un punto di vista storico concettuale, va menzionata l'Enciclopedia della psicoanalisi di Jean Laplanche e Jean-Bertrand Pontalis, che rappresenta in dettaglio lo sviluppo dei termini nei testi di Freud.
| Controllo di autorità | VIAF (EN) 305697746 · BNF (FR) cb388136473 (data) |